# Atleti Olimpici Rifugiati
Atleti Olimpici Rifugiati è il nome della squadra di atleti rifugiati organizzata da Comitato Olimpico Internazionale.

## Storia
La creazione della squadra venne annunciata dal Presidente del CIO Thomas Bach all'Assemblea generale delle Nazioni Unite (ONU) nell'ottobre 2015, frutto di un'iniziativa del Comitato Olimpico Internazionale per portare attenzione sulla crisi globale dei rifugiati e "agire come simbolo di speranza per i rifugiati". 
La squadra dei Rifugiati partecipò per la prima volta ai Giochi olimpici alla XXXI Olimpiade, che si svolse a Rio de Janeiro (Brasile) dal 5 al 21 agosto 2016.

### Rio de Janeiro 2016
Il 3 giugno 2016 il CIO annunciò i componenti della squadra. 
Parteciparono complessivamente 10 atleti, sei maschi e quattro femmine, provenienti da quattro distinti Paesi: James Chiengjiek, Yiech Biel, Paulo Lokoro, Rose Lokonyen e Anjelina Lohalith del Sudan del Sud, tutti attivi nell'atletica leggera, che facevano riferimento al Comitato olimpico del Kenya; i judoka Popole Misenga e Yolande Mabika della Repubblica Democratica del Congo, che facevano riferimento al Comitato olimpico brasiliano; i nuotatori siriani Rami Anis e Yusra Mardini, che facevano riferimento rispettivamente ai comitati olimpici di Belgio e Germania; ed il maratoneta etiope Yonas Kinde, che faceva riferimento al comitato olimpico del Lussemburgo.
I dieci atleti furono affiliati dell'atleta keniota Tegla Loroupe ed alla cerimonia di apertura sfilò come portabandiera l'ottocentista Rose Nathike. Il CIO decise di attribuire al comitato il codice ROT, acronimo del nome inglese della squadra Refugee Olympic Team. 

### Tokyo 2020
Nell'ottobre del 2018 la sessione del CIO decise di replicare l'iniziativa anche per le successive olimpiadi estive di Tokyo 2020 e decise di affidare all'Olympic Solidarity l'onere di individuare le modalità ed i criteri di partecipazione, nonché le regole per la selezione degli atleti. L'Olympic Solidarity collaborò alla determinazione dei criteri con l'Alto commissariato delle Nazioni Unite per i rifugiati (UNHCR), i Comitati Olimpici Nazionali, le Federazioni Sportive Internazionali e il Comitato Organizzatore nipponico nel corso degli anni 2019, 2020 e 2021, considerato che l'insorgere dell'emergenza sanitaria, conseguentemente alla pandemia di COVID-19, determinò lo slittamento di un anno della XXXIII edizione dei Giochi. 
Al fine di consentire la partecipazione ai Giochi olimpici diversi atleti ricevettero borse di studio per rifugiati del CIO, nonché finanziamenti e supporto formativo da parte dei Comitati Olimpici Nazionali.
L'8 maggio 2021 il CIO annunciò i 29 atleti che avrebbero partecipato nel 2021 ai Giochi olimpici di Tokyo con il nome Équipe olympique des réfugiés (francese) e la nuova sigla EOR (in inglese, IOC Refugee Olympic Team). 
Gli atleti giunsero da 11 paesi e gareggiarono in 12 discipline. Vennero selezionati dal Consiglio Esecutivo del CIO da un gruppo iniziale di 56 atleti sostenuti con borse di studio. Tutti gli atleti alloggiarono nel Villaggio Olimpico. Secondo l'ordine della scrittura giapponese, detto Gojūon (IOC si dice Ai Ō Shī in giapponese), la squadra dei rifugiati sfilo alla cerimonia di apertura subito dopo quella della Grecia. I portabandiera furono la nuotatrice Yusra Mardini e il maratoneta Tachlowini Gabriyesos.